# På kryss med Albertina
På kryss med Albertina är en svensk dramafilm från 1938 i regi av Per-Axel Branner. I huvudrollerna ses Adolf Jahr, Ulla Wikander, Emil Fjellström, Otto Landahl och Sven Bertil Norberg.

## Handling
John är skeppare på Albertina som ligger förtöjd i Mariehamn. I närheten ligger lyxjakten Sea Star, där Ann-Mari finns ombord. Hon börjar intressera sig för John och ser till att komma ombord på Albertina för att träffa honom.

## Om filmen
Filmen premiärvisades den 14 november 1938. Inspelningen av filmen skedde med ateljéfilmning vid AB Cromo Film Novilla på Djurgården och med exteriörer från Östersjön och Mariehamn Åland med foto av Ernst Westerberg.

## Rollista i urval
- Adolf Jahr – styrman John Andersson, kallad Blonda John
- Ulla Wikander – Ann-Mari Blomberg
- Olav Riégo – generalkonsul Blomberg, hennes far
- Signe Wirff – fru Blomberg
- Åke Engfeldt – Karl-Göran Sparrholm
- Emil Fjellström – Jakob, besättningsman på Albertina
- Otto Landahl – Kalle, kock på Albertina
- Sven Bertil Norberg – styrman på Albertina
- Victor Thorén – Johan, besättningsman på Albertina
- Wiola Brunius – Svarta Sonja
- Magnus Kesster – Lucas, bov
- Torsten Bergström – Fredrik, bov
- John Westin – speditören
- Lulu Ziegler – sångerskan på baren Bläckfisken i Danzopp

Källa: 

## Musik i filmen
- Hej dunkom, så länge vi levom, sång Emil Fjellström med den nya texten Hej klunkom
- Vi seglar ett skepp, kompositör Kai Gullmar, text Gus Morris
- Albertina (Där byggdes ett skepp uti Norden) text och musikbearbetning Evert Taube, sång Emil Fjellström och Otto Landahl
- Blonda John, kompositör Kai Gullmar, text Gus Morris, sång Adolf Jahr
- Sailor Song, kompositör Kai Gullmar, text Gus Morris, sång Adolf Jahr och Emil Fjellström
- Skepp som mötas (Axel Öman/Det var en gång en sjöman), kompositör Fred Winter, text Valdemar Dalquist, sång Otto Landahl
- Kära hjärtanes Amanda, kompositör Kai Gullmar, text Gus Morris, sång Adolf Jahr och Emil Fjellström
- Damernas vals, kompositör Kai Gullmar, text Gus Morris, instrumental.
- I Casa Blanca, kompositör Kai Gullmar, text Gus Morris, instrumental.
- Uti Rio, Rio de Janeiro, kompositör Kai Gullmar, text Gus Morris, sång Lulu Ziegler
- Medvind i går är motvind i dag, kompositör Kai Gullmar, text Gus Morris, instrumental.

Källa: 